# ムンドゥス
ムンドゥス（Mundus）はラテン語で世界、宇宙の意味。
カプコンのゲーム『デビルメイクライシリーズ』に登場する魔界の王としてムンドゥス（Mundus）という名の創作上の悪魔が登場している。人造悪魔や宇宙空間に至るまで、無から万物を創造する神の如き力を持つ。
担当声優はトニー・ダニエルズ。

## 概要
魔帝（魔界に君臨している皇帝）であり、人間界に侵攻し世界を支配しようとしたが、2000年前、部下でダンテとバージルの父であった魔剣士・スパーダの裏切りによって封じられた。しかし後に復活し、マレット島を拠点に魔界の出口を再び開き人界への侵攻を狙っていた。スパーダの妻でダンテとバージルの母であるエヴァを自らの手で殺害し、さらに返り討ちにしたバージルをネロアンジェロに改造した張本人である。作中では巨大な三つ目の石像の姿で登場していたが、これは自身の強大な魔力ゆえに人間界へは実体を維持したまま移動することができず、石像を依り代として用いている為である。ダンテとの決戦時は周囲を魔界に引きずり込むことで天使の如き姿を見せるが、その正体は複数の眼球を持ち、全身に触手が生えた醜悪な化け物である。第一作目『デビルメイクライ』で再びスパーダの血を引くダンテに敗れ、魔界と人間界の狭間に封印された。ムンドゥスと同等の力を持つ大悪魔としてアニメ版ではアビゲイル、デビルメイクライ2では過去にムンドゥスと魔界を二分する覇権争いを繰り広げていた覇王アルゴサクスが登場している。異伝扱いだが、『ビューティフルジョー 新たなる希望』で真の滅びを迎える描写がある。

### ムンドゥスが生み出した存在
ムンドゥスは無から万物を創造することができ、様々な悪魔や兵器を生み出している。各作品においてもムンドゥスが生み出した悪魔が敵キャラクターとして幾度か登場している。
トリッシュ
『1』にて初登場。ダンテの母エヴァに似せて生み出した悪魔。電撃を操る能力を持つ。『1』の事件以降は改心し、ダンテの相棒となる。
ナイトメア
『1』に登場するスライムのようなボスキャラクター。ムンドゥスが生み出した生体兵器。また、作中ではより小型化されたナイトメアβ、ナイトメアγが魔具として登場している。『5』の前日譚である『Visions of V』にて、かつてムンドゥスが食した禁断の果実の残りをコアとして生み出された事が判明した。当初作品がバイオハザード4として製作されていた段階ではミサイルサイロ基地に登場するクリーチャーで、スライム状のウィルスを内包した蛹のような殻が割れ、主人公に迫り来るという展開が予定されていた。
ブレイド
『1』『2』に登場するトカゲのような悪魔。頭部には兜を、腕には盾を装備している。指の爪は相手に向けて飛ばすこともでき、さらに地中を高速で掘り進む能力を持つ。色違いの大型個体も登場する他、水中にも登場する。設定資料集『3・1・4・2グラフィックアーツ』では、当初『1』がまだバイオハザード4として製作されていた段階ではバイオハザードシリーズに登場する『ハンター』の亜種としてデザインされていたが、作品の企画変更に伴い兜と盾を装備した現在の姿となった事が明かされている。
フロスト
『1』『4』に登場する魔界の精鋭である白い悪魔。ブレイドが大型化したような姿をしている。氷を操る能力を持ち、体を氷の粒子に変化させて瞬間移動することができる他、窮地に陥ると自身を氷で覆い、体力を回復する。多少の攻撃を受けても怯まないスーパーアーマーを持ち、設定上では絶対零度にまで達する超低温を操り、マグマの熱にも余裕で耐えられる程の強敵だが、それを上回る火力のイフリートの業火には非常に弱い。ダメージを与えると右腕を破壊でき、一部の攻撃の手数を減らすことができる。
『4』に登場する個体は右腕が巨大な氷塊で形成されており、右腕の破壊が視覚的に分かりやすくなっている。『1』に登場したものと比べて瞬間移動の攻撃判定が無くなっており、ネロのレッドクィーンのイクシードに弱くなっているなど耐熱性もやや弱体化している。
アサルト
『4』に登場するトカゲのような悪魔で、ブレイドの強化個体。暴風を操る能力を持つ。攻撃手段等はブレイドとほぼ共通しているものの、腕を花弁状に展開させて暴風を発生させ撃ちだす、空中を高速回転しながらの突進など、新たな攻撃が増えている。頭部側面にはエリマキをもち、兜を破壊すると展開する。
『4』の小説版では本編開始の1か月前に突如として市街地に出現して死傷者を出し、ネロの右腕を負傷させている。この事件により魔剣教団はこの悪魔を『強襲』を意味するアサルトと名付けた。
ブリッツ
『4』に登場するブレイドやフロストの亜種で、雷撃を操る能力を持つ。体は常に放電しており、近距離攻撃では逆にダメージを受けてしまう。ある程度のダメージを与えると無力化させることができるが、時間の経過によって再び電撃を纏うようになる。さらに窮地に陥ると赤い電撃を纏った暴走状態に突入、最終的には自爆する。暴走中にはプレイヤーを道連れにしようと突進してくる場合もある。
強大な戦闘力を誇る反面、視力を持たないため、プレイヤー以外の悪魔も無差別に攻撃するという特徴を持つ。
リバイアサン
『3』に登場する巨大なクジラのような悪魔。その体内は地獄の一つである嫉妬地獄に通じているとされる。古代の悪魔崇拝者が建造した塔テメンニグルと共に封印されていた。塔の封印が解かれると同時に、リバイアサンもまた解き放たれ、塔の周囲を飛び回るようになった。作中のサブメニューのエネミーデータより、ムンドゥスに生み出された生体兵器であることが判明している。作中では体内がステージとして、リバイアサンの心臓、肺がボスとして登場するが、心臓の殻の表面の模様や魔力を吸収する能力等『1』のナイトメアとの共通点が見受けられる。

## デビルメイクライ
作中において黒幕、ラストボスとして登場。マレット城内のホールに安置されている三つ目の天使の彫像を依り代としており、ゲーム後半以降はホールから彫像が消える。胸にはかつてスパーダによってつけられたと思しき傷跡があり、大きく抉られている。魔界最奥部の大理石のような宮殿の玉座にて待ち構える。
部下の失敗を許さず、ダンテ抹殺に失敗したグリフォンを自らの手で殺害。同じく失敗したトリッシュをダンテへの人質として利用するなど、無慈悲にして残虐な面を見せる。ダンテに放ったとどめの一撃をトリッシュが庇ったことにより失敗、それにより怒りを爆発させたダンテに対して真の姿を現す。
第1形態
背中の大きな翼を広げ、飛行しているときのムンドゥス。物理攻撃はあまり行ってこないものの、隕石やビームなどの飛び道具を使いこなし、ヴォルテックスに似た回転攻撃も行う。自身の身体の周りを浮遊している黒い魔球はバリアの役目を果たし、この黒い球を破壊しなければダメージを与えられない。また、アイテムのホーリーウォーターやアンタッチャブルを選択すると「魔帝には効かない」というメッセージが出るために使用できない。
第2形態
背中の翼をしまい、地上に降り立ったときの戦闘形態。第一形態で使用したビームや隕石に加え、パンチや衝撃波といった攻撃も多用するようになった。また周辺の溶岩から魔力で形成した竜を召喚し攻撃させることもある。魔剣スパーダの攻撃とデビルトリガーを活用した技、銃器による攻撃が有効であり、アラストルやイフリートでは対抗できないとされる。
第3形態
多大なダメージで翼と下半身が崩壊しながらも、諦めずに人間界へ強引に現界した姿。当初は第2形態の姿を維持しているが、ダメージが蓄積すると3つの目玉と多数の触手から成る醜い姿へと変貌していく。ビームの乱射や血液の散布などを繰り出しながら、敵を押し潰そうと近づいてくる。通常の攻撃では倒すことができないが、デビルトリガーによるダンテの魔力とトリッシュの魔力の両方がこもった銃弾を撃てば魔界と人間界の狭間に封印することができる。

## デビルメイクライ2
『1』でダンテによって封印されているため本人は登場しないが、オープニングのモノローグにて名前が語られるほか、ダンテとルシアの集合場所の美術館内にて、マレット城に安置されていたものと同じデザインの三つ目の天使の彫像が存在する。
ゲーム版『2』の直前の時系列を描いた小説版『2』では平行世界のムンドゥスが登場している。平行世界ではダンテは幼少期にムンドゥスに殺害され、バージルがスパーダの意志を継いで魔界の軍勢と戦っていたが、心を持たない純粋な悪魔として量産されたトリッシュの軍団との戦いで死亡している。獣の首の能力で平行世界に転移した現行世界のダンテと戦うが、既にムンドゥスを凌駕していたダンテの前にはまるで歯が立たず、敗北した。

## デビルメイクライ3
『1』以前の時系列であり、スパーダの封印から復活し、力をつけている最中のムンドゥスが登場。作中に登場するリバイアサンはかつてムンドゥスが生み出した生体兵器の一つである。
隠しエンディングにてダンテとの決戦に敗北し、魔界へと取り残された瀕死のバージルと遭遇、かつてのスパーダの偉業を超えるためにバージルがムンドゥスへと挑みかかる場面で物語が締めくくられる。
『5』と同時期に発売された小説『Before the Nightmare』にて『3』に至るまでの時期のムンドゥスの動向が描かれている。当初はダンテとバージルの両名に幾度となく配下を差し向けるも悉くを返り討ちにされていたが、やがて両者が互いに争いあうようになったことを配下の報告で知ったムンドゥスは、同士討ちを狙いあえて魔界での最終決戦を静観していた。
同じく『5』と同時期に連載された漫画版『Visions of V』では、その後の顛末が判明しており、挑んできたバージルを完膚なきまでに返り討ちにし、閻魔刀を破壊、魔界の職人マキャヴェリに製作させた生きた鎧『黒騎士』の素体として取り込ませる場面がVの回想として描かれている。

## デビルメイクライ4
『2』と同じく封印中であるため登場しない。
作中にはかつて配下として仕え、現在は炎獄の覇者となった大悪魔ベリアルが登場している。

## デビルメイクライ5
本人は登場しないが、過去に人間の血を糧に成長する邪悪の樹クリフォトに実る禁断の果実を食したことで魔帝としての実力を得たことが判明している。
漫画版『Visions of V』の回想に登場しており、ネロ・アンジェロやナイトメアを生み出す場面が描かれた。

## テレビアニメ版
時系列が『1』以降であるため封印中なので登場しない。ムンドゥス亡き後の魔界では、四天王と呼ばれる４人の大物悪魔たちが魔界の覇権を巡って権力争いを繰り広げており、混乱が続いていることをシドがダンテに語っている。

## ディーエムシー デビルメイクライ
外伝作品である『ディーエムシー デビルメイクライ』にも登場。強大な力をもつ魔帝であるという役回りは旧作と同様だが、今作ではスキンヘッドの人間男性の姿であり、戦闘時のみ三つ目の巨人へと姿を変える。
作中から9000年前に魔帝として君臨、その後人間界で大手銀行家『カイル・ ライダー』として活動を開始。政界を影から牛耳ることで人間たちの魂を堕落させ、死後の魂を悪魔たちの餌にするシステムを立ち上げた。その一方で、自らの脅威になりそうな存在であるネフィリム（作中では天使と悪魔のハーフ）を根絶やしにした。
また、優秀な腹心であったスパーダが敵対勢力である天使のエヴァと駆け落ちしたため、エヴァの心臓を抉りとって殺害、裏切り者のスパーダには永遠の苦痛が続く封印を施した。そして、2人の間に生まれたネフィリムであるダンテは悪魔の脅威として執拗につけ狙われるようになる（兄であるバージルは幼少期を裕福な人間に引き取られて過ごし、その後も情報操作などで素性を隠していたため、ムンドゥスは終盤にバージルと対面するまでスパーダの息子が双子であることを知らなかった）。

## ビューティフル ジョー 新たなる希望
外伝作品でDMCの正史ではないが、ダンテに敗北して封印されたムンドゥスは映画の世界から人間界に侵攻するためにキャプテン・ブルーに憑依してトリッシュを攫い、あらかじめ彼女に人間の心が芽生えるにつれて自身の封印が弱まる細工をしていたことで、「魔帝キングムンドゥス」として復活を遂げた。しかし、トリッシュを救うために映画の世界に入り込んだダンテとの戦いに敗北し、今度こそ完全に滅ぼされた。